# Чеканов, Михаил Юрьевич
Михаи́л Ю́рьевич Чека́нов (род. 13 июня 1961, Лопатки, Курганская область) — советский и российский хоккеист, тренер. Заслуженный тренер России (2001).

## Биография
Родился 13 июня 1961 года в селе Лопатки Лопатинского сельсовета Лопатинского района Курганской области.
Позже с родителями, уехавшими на комсомольскую стройку, переехал в Свердловскую область. Играл за школьную команду на городских соревнованиях, на первенство Урала — были в призёрах. Спортивную карьеру начал после призыва в ряды Советской Армии в команде СКА (Свердловск), однако рано закончил выступать из-за травмы.
Окончил Омский Государственный институт физической культуры.
С 1986 года тренер. Работал в детско-юношеской спортивной школе в Надыме. Затем окончил Высшую школу тренеров при ГЦОЛИФК, где учился у Анатолия Владимировича Тарасова.
С 1990 по 2011 год работал в московской СДЮШОР «Спартак». В 1999—2011 годах тренировал юношей 1994 года рождения, из них 11 человек впоследствии были в сборной России.
С 2011 по 2012 год был главным тренером женской сборной Китая (кит. 中國女子冰球代表隊), которая под его руководством заняла 2-е место в группе «В» первого дивизиона на чемпионате мира среди женских команд 2012.
С июня 2012 по 2016 год работал главным тренером женской сборной России.
Под его руководством сборная добилась следующих результатов:
- Бронзовый призёр чемпионата мира 2013.
- 6 место на зимних Олимпийских играх 2014.
- 4 место на чемпионате мира 2015.
- Бронзовый призёр чемпионата мира 2016.

С 2016 года является советник президента Федерации хоккея России по развитию женского хоккея. С 2020 года — главный тренер мужской сборной Кыргызстана. В марте 2022 года привёл её к победе на домашнем чемпионате мира в четвертом дивизионе. Через год киргизские хоккеисты под его руководством выиграли третий дивизион (группу В).

## Награды и звания
- Почётное звание «Заслуженный тренер России», 2001 год
- Благодарность Министра спорта Российской Федерации, 11 апреля 2013 года[11].
- Почётная грамота Министерства спорта Российской Федерации, 14 декабря 2016 года[12].